# 英国幻想文学大賞
英国幻想文学大賞（えいこくげんそうぶんがくたいしょう、British Fantasy Awards）は、英国幻想文学協会（以下BFS）が主催する、主にファンタジー、ホラー、SF作品を対象としたイギリスの文学賞。
BFS会長（当時）ラムジー・キャンベルの発案により、1972年に長編小説のみを対象としたオーガスト・ダーレス賞（August Derleth Fantasy Award）として創設された。その後部門数を増やしつつ、1976年に現名称に改称した。
2012年以降の現在の規定では、前暦年にイギリス国内で刊行・発表された作品の中から、ファン（イギリスの年次ファンタジー大会であるファンタジーコンの参加登録者）の投票によって候補作を決定したのち、各部門ごとに選定された選考委員会によって受賞作が決定される。なお、各選考委員会の裁量によって最大2作の候補作を追加できる。
2011年以前は、候補作選定から受賞作決定までをすべて投票によって決定していた。

## 部門
2016年現在の部門は、下記から「長編部門」を除いた14個である。部門名のカッコ内は英語名（改称した場合は併記）、および公式な別名（存在するもののみ）である。
| 部門名                                                              | 運営年              | 対象、備考 |
| ------------------------------------------------------------------- | ------------------- | --- |
| 長編部門（Novel, オーガスト・ダーレス賞）                           | 1972 - 2011         | 2012年以降、ファンタジー長編部門とホラー長編部門に分割                                                                                          |
| ファンタジー長編部門（Fantasy Novel, ロバート・ホールドストック賞） | 2012 -              | |
| ホラー長編部門（Horror Novel, オーガスト・ダーレス賞）              | 2012 -              | |
| 新人部門（Newcomer, シドニー・J・バウンス賞）                       | 2007 -              | 1988〜1995年は「イカロス賞（Icarus Award）」として存在。1996〜2006年は「特別賞（Special Award）」に統合。2009年以降は作家名に加えて作品名を併記 |
| 中長編部門（Novella）                                               | 2005 -              | 15000語以上（2011年までは10000語以上） |
| 短編部門（Short Story）                                             | 1973 -              | 2012年以降は15000語未満、2005年〜2011年は10000語未満                                                                                            |
| 短編集部門（Collection）                                            | 1999 -              | 1991〜1998年の「短編集・アンソロジー部門（Collection）」を分割                                                                                  |
| アンソロジー部門（Anthology）                                       | 1999 -              | 1991〜1998年の「短編集・アンソロジー部門（Collection）」を分割                                                                                  |
| ノンフィクション部門（Nonfiction）                                  | 2008 -              | |
| コミック・グラフィックノベル部門（Comic/Graphic Novel）             | 1973 - 1980, 2010 - | |
| アーティスト部門（Artist）                                          | 1977 -              | |
| 映像部門（Fillm/Television Episode）                                | 2012 -              | 2012・2013年は「スクリーンプレイ部門（Screeenplay）」                                                                                           |
| 独立出版社部門（Small/Independent Press）                           | 1977 -              | |
| 雑誌部門（Magazine）                                                | 2009 -              | |
| 特別賞（Special Award, カール・エドワード・ワグナー賞）             | 1973 - （随時）     | 実行委員会の裁量により、顕著な実績を収めた人物に与えられる賞                                                                                    |

なお、「オーガスト・ダーレス賞」が指す対象は下記のとおりとなる。
- "August Derleth Fantasy Award(s)" - 1972〜1975年の賞全体、および1972〜2011年の長編部門
- "August Derleth Award" - 2012年以降のホラー長編部門

### 過去に存在した部門
- 映画部門（Film） - 1973〜1990年、2009〜2011年。2012年に映像部門として統合された。
- テレビ部門（Television） - 2009〜2011年。2012年に映像部門として統合された。